# ステファン・シュヴァルツ
ステファン・シュヴァルツ（Stefan Schwarz, 1969年4月18日 -）は、スウェーデン出身の元サッカー選手。ポジションはMF。シュワルツと表記されることも多い。

## 経歴
ドイツ人の父とスウェーデン人の母の家庭に生まれる。故郷のマルメFFで選手キャリアをスタートさせると、1991年にはポルトガルのベンフィカ移籍を皮切りに海外でプレーを続け、アーセナルFC、フィオレンティーナ、バレンシアCF、サンダーランドAFCに在籍。アーセナル時代にはUEFAカップウィナーズカップ制覇、フィオレンティーナ時代には1996年のコッパ・イタリア制覇に貢献。1999年にはスウェーデン年間最優秀選手賞を受賞した。
スウェーデン代表としては、1990年のFIFAワールドカップ・イタリア大会出場、1994年のFIFAワールドカップ・アメリカ大会3位入賞、地元開催となった1992年のUEFA EURO '92ではベスト4進出に貢献するなど、国際Aマッチ69試合出場6得点を記録した。同じ中盤のヨナス・テルンとのコンビで同国の1990年代の躍進を支えた。
引退後の現在は代理人を務めている。

## 個人タイトル
- グルドボレン：1回 (1999)